# Interlace
Interlace är det svenska bandet indierockbandet Firesides femte EP, utgiven 1996 på skivbolaget Startracks.

## Låtlista
Text: Kristofer Åström, musik: Pelle Gunnerfeldt.
1. "Interlace"
2. "Styrofoam"
3. "Fox"
4. "Beautiful Ones"

### Fotnoter
1. 1 2  ”Interlace”. Discogs.com. http://www.discogs.com/Fireside-Interlace/release/2450081. Läst 21 maj 2012.